# Morgondai erődtemplom
A morgondai erődtemplom műemlékké nyilvánított épület Romániában, Szeben megyében. A romániai műemlékek jegyzékében az SB-II-a-A-12458 sorszámon szerepel.